# Судопера
Судопера (такође умиваоник или лавабо) је посуда са водоводом учвршћена за зид и користи се за прање руку, за прање посуђа или друге сврхе. Генерално, судопере се састоје од чесме (славине или стручно батерије), која снабдева топлом и хладном водом и може појачавати и смањивати притисак воде. Такође, састоје се и од одводне цеви која служи да уклони употребљену воду. Ова одводна цев може да има и мрежицу за искључивање уређаја ради превенције од преливања уређај. Судопере такође могу имати интегрисану сапун посуду.
Када се судопера зачепи, људи обично прибегавају да користите хемијска средства за чишћење одводних цеви или клипова, иако већина професионалних водоинсталатера ће то отчепити са одводном спиралом (познатом и као „водоинсталатерска змија").

## Историја

### Сједињене Државе
Умиваоник је био лавабо за купатило направљен у Сједињеним Државама крајем 18. века. Умиваоници су били мали сточићи на којима су били постављени врч и дубока чинија, по енглеској традицији. Понекад је сто имао отвор где је лежала велика чинија, што је довело до прављења сувих судопера. Отприлике од 1820. до 1900. године, сува судопера је еволуирала додавањем дрвеног ормарића са коритом изграђеним на врху, обложеним цинком или оловом. Овде су се држале чиније или канте за воду. На задњем зиду су се понекад додавале плоче, као и полице и фиоке, сложенији дизајни који се обично постављају у кухињу.

## Материјали судопере
Судопере могу бити направљене од различитих материјала. Неки од њих су:
- Нерђајући челик
- Емајл у челику или ливено гвожђе
- Керамика
- Мермер
- Пластика
- Стејтит
- Бетон
- Терацо
- Дрво
- Стене
- Бакар
- Стакло
- Гранит

Нерђајући челик се најчешће користи у кухињама и на местима пословног простора, јер има приступачну цене, а такође одликује широку употребљивост, добром дужином трајања и лакоћу чишћења. Већина судопера од нерђајућег челика се прави извлачења лима од нерђајућег челика преко калупа. Неке веома дубоке судопере се производе заваривањем. Судопере од нерђајућег челика неће оштетити врући или хладни предмети и отпорне су на оштећења од удараца. Један недостатак нерђајућег челика је што, будући да су направљене од танког метала, имају тенденцију да буду бучније од већине других материјала за судопере, иако бољи умиваоници наносе тешки премаз од материјала који пригушује вибрације на доњој страни судопере.
Емајл преко ливеног гвожђа је популаран материјал за судопере у кухињи и купатилу. Тешки и издржљиви, ови умиваоници се такође могу производити у веома широком спектру облика и боја. Као и нерђајући челик, веома су отпорни на топле или хладне предмете, али се могу оштетити оштрим ударцима и када се стаклена површина пробије, ливено гвожђе ће често кородирати, одвајајући још више стакла. Агресивно чишћење замућује површину, што доводи до већег накупљања прљавштине. Емајл преко челика је сличног изгледа, али је далеко мање робустан и мање исплатива алтернатива.
Чврсте керамичке судопере имају многе исте карактеристике као емајл преко ливеног гвожђа, али су без ризика од површинског оштећења која доводе до корозије.
Пластични умиваоници долазе у неколико основних облика:
- Јефтине судопере се једноставно праве коришћењем бризгане термопластике. То су често дубоке, самостојеће судопере које се користе у просторијама за прање веша. Подложне су оштећењима врућим или оштрим предметима, главна предност ових судопера је њихова ниска цена.
- Врхунски акрилна уграђена (спуштена у радну површину) и доња (причвршћени одоздо) судопера постају све популарнији, иако их лако могу оштетити тврди предмети – попут рибања тигања од ливеног гвожђа у судоперо.
- Пластичне судопере такође могу бити направљене од истих материјала који се користе за формирање радних плоча са „чврстом површином”. Ови умиваоници су издржљиви, атрактивни и често се могу обликовати са интегрисаном радном плочом или спојити са посебном радном плочом на беспрекоран начин, што доводи до тога да нема споја умиваоника са радном површином или веома глатког споја умиваоника са радном површином који не може да задржи прљавштину или клице. Ове судопере су подложне оштећењу врућим предметима, али оштећена подручја се понекад могу избрусити како би се изложио неоштећени материјал.

Умиваоници од стеатита су некада били уобичајени, али данас имају тенденцију да се користе само у веома врхунским апликацијама или апликацијама које морају да се одупру каустичним хемикалијама које би оштетиле конвенционалније судопере.
Дрвене судопере су из раних дана судопера, а каде су прављене од природне тиковине без додатне завршне обраде. Тиковина је изабрана због својих природних хидроизолационих својстава – из тог разлога се користи стотинама година у поморској индустрији. Тиковина такође има природна антисептичка својства, што је бонус за њену употребу у купатилима и умиваоницима.
Стаклени умиваоници: Актуелни тренд у дизајну купатила је ручно рађена стаклена судопера, која је постала модерна за куће богатих власника.
Камене судопере су коришћени вековима. Неки од популарнијих камена који се користе су: мермер, травертин, оникс, гранит и стеатит на врхунским умиваоницима.
Умиваоници од стакла, бетона и тераца обично су дизајнирани за њихову естетску привлачност и могу се добити у великом броју необичних облика и боја као што су цветни облици. Бетон и терацо се повремено користе и у веома тешким апликацијама као што су домарске судопере.

## Врсте лавабоа (умиваоника)

### Класичан тип
Најпопуларнији умиваоник јесте са постољем а он се лако монтира. Постоји низ стилова и величина. На располагању су две опције – са стубом и полустубом. Стуб се ослања на под на којем се лавабо налази а он се шрафи у зид. Овај тип пружа одличан начин да сакријете сифон и цеви. Стуб омогућава већи и тежи лавабо, и стога је идеална опција за породично купатило. Лавабо са стубом је тип који се најлакше уклапа у простор.

### Лавабо са полу стубом
Монтира се на зид и може да сакрије сифон. Пошто стуб не стиже до пода, пружа илузију већег простора, што чини да ваше мало купатило изгледа веће и лакше за чишћење. Ако изаберете ову врсту лавабоа, морате бити сигурни да је зид довољно јак да подржи његову тежину.

### Зидни лавабо
Овај умиваоник је одлична опција за мала купатила, и може се монтирати на жељену висину. Будући да је сифон видљив, можда ћете желети да поставите хромирани а не пластични и постигнете лепши изглед.

### Угаони лавабо
Ако имате мало купатило или опремате мали тоалет, онда ћете можда желети да се одлучите за углаони лавабо. Овакав стил помаже да се што боље искористи простор који би у супротном могао бити згубљен. Овде такође постоји опција да одаберете хромирани сифон и постигнете лепши изглед.

### Уградни лавабо
Овакав тип лавабоа уграђује се у ормариће и може бити различитих димензија и облика. Нарочито су популарни лавабои равних ивица па не заузимају вишак простора.

### Надградни лавабо
За елегантан и савремени изглед, надградни лавабо је савршен. Ова врста лавабоа, како сам назив каже, дизајниран је тако да се поставља на постоље или ормарић и лежи на њему. Многи надградни лавабои не садрже отворе за славину, тако да ћете морати да изаберете славину са високим телом.

## Стилови

### Умиваоници са монтажом одозго
Умиваоници који се самообрубљују (са монтажом одого) се налазе у отворима одговарајућег облика грубо изрезаним у радној површини (или материјалу подлоге) помоћу убодне тестере или друге резаче који одговарају материјалу који је при руци. Они су окачени својим ободом који чини прилично блиску заптивку са горњом површином радне плоче. Ако је потребно, овај заптивач се може побољшати стезањем судопере испод радне плоче.

### Умиваоници за монтажу одоздо
Судопере којe се монтирају са дна или од доле постављају се испод радне површине. Ивица материјала радне површине је изложена на отвору направљеном за судоперу (и стога то мора бити пажљиво обрађена ивица, а не грубо сечење). Судопера се затим причвршћује за дно материјала одоздо. Посебно за судопере који се монтирају од доле, заптивачи на бази силикона се обично користе да би се обезбедио водоотпорни спој између судопере и материјала радне површине. Предности подножних судопера укључују супериорну ергономију и савремени изглед; недостаци укључују додатне трошкове за судоперу и за радну плочу. Такође, без обзира колико пажљиво је направљен рез, резултат је било мала ивица или превис на интерфејсу са судопером. Ово може створити окружење за накупљање прљавштине и омогућавање размножавања клица.
Пластични материјали чврсте површине омогућавају да се умиваоници праве од истог пластичног материјала као и радна плоча. Ови умиваоници се затим могу лако залепити на доњу страну материјала за радну површину и спојити равно, стварајући уобичајени невидљиви спој и потпуно елиминишући било какав шав који хвата прљавштину између судопере и радне површине. На сличан начин, за нерђајући челик, судопера се може заварити у радну плочу; спој се затим бруси како би се добио готов, скривени изглед.

### Батлерова судопера
Батлерова судопера је правоугаона керамичка судопера са заобљеним ободом која је постављена у радну површину. Генерално постоје две врсте батлерских судопера: лондонска и белфастска судопера. У 2006, оба типа судопера су обично била 61 cm (24 in) у пречнику и 46 cm (18 in) напред-назад, са дубином од 22,5 cm (8,9 in). Лондонске судопере су првобитно биле плиће од белфастских судопера. (Један водоводни водич из 1921. је сугерисао да је белфастка судопера била 38 cm (15 in) дубока.) Неки верују да је то зато што је Лондон имао мањи приступ слаткој води (а самим тим и већу потребу за уштедом воде), али ова теорија је сада оспорена. Вероватније је да су два лавабоа имала различите улоге у домаћинству. Међутим та разлика обично не постоји у модерној ери, а оба умиваоника су сада плитка. Примарна разлика у прошлости и данас између судопера у Белфасту и Лондону је та што је судопера у Белфасту опремљена преливником који спречава да се вода прелије преко ивице судопере тако што се одводи у канализацију за отпадне воде.

### Фармереска судопера
Фармерска судопера је дубока судопера који има готов предњи део. Постављен на радну површину, судопера готовог предњег дела остаје изложен. Овај стил судопера захтева врло мало „дохвата” да би се приступило судопери.

### Бродска судопера
Бродска судопера је самостојећа, углавном завршена и украшена са свих страна. Она се поставља директно на површину намештаја на који је монтирана. Ови умиваоници су постали све популарнији код дизајнера купатила због великог распона материјала, стилова и завршних обрада који се могу показати као предност.